# Firefox Mobile
 (avril 2021).
Firefox Mobile est le nom de l'application Mozilla Firefox dédiée aux mobiles, disponible pour Android et IOS depuis 2012. Une édition alternative, Firefox Focus, est également proposée.
Son nom de code est Fennec et fait référence à l'animal de même nom. La première version alpha a été publiée le 16 octobre 2008, la seconde le 22 décembre 2008 et la première version bêta le 17 mars 2009. Firefox Mobile pour Maemo a été publié en version finale le 29 janvier 2010

## Histoire
En juillet 2010, Firefox Home est disponible pour iOS, puis abandonné de par les restrictions de l'App Store. Ce n'est pas un navigateur, mais un outil de synchronisation des onglets, historique et marque-page. En novembre 2012, Firefox Mobile est développé pour Android. Jusqu'à la version 7, le support du système d'exploitation Maemo de Nokia était assuré ; les efforts pour porter Firefox sur Windows Mobile 6.5 ont été arrêtés. Fin 2014, la fondation Mozilla annonce le retour de Firefox sur les appareils mobiles Apple afin de reconquérir des parts de marché. Firefox pour iOS est annoncé pour le second semestre 2015 alors qu'une version d'évaluation est déjà disponible depuis septembre pour la Nouvelle-Zélande pour récolter les avis des utilisateurs. Rien n'est prévu pour les plateformes BlackBerry, Symbian OS et Windows Phone, à cause de limitations techniques, de moyens ou du contrôle exercé sur les boutiques d'applications de ces plateformes.
En novembre 2018, Firefox Mobile pour Android se décline dans une version allégée, baptisée Firefox Lite (ou Firefox Rocket). Ce navigateur léger permet d'économiser de la mémoire sur des configurations plus modestes, avec un poids de 3,5 MB. Destiné à l'Indonésie, il est disponible partout dans le monde via le compte Github de Mozilla en Asie.

## Description
Firefox Mobile est une version de Firefox adaptée aux caractéristiques des plateformes mobiles :
- petits écrans : l'interface utilisateur a été revue pour être utilisable avec eux ;
- utilisation du clavier malaisée (petits claviers, claviers virtuels, etc.) : son utilisation a été limitée pour l'entrée des adresses des sites web avec la barre d'adresse « intelligente »
- puissance de calcul moindre : les performances ont été améliorées avec TraceMonkey, le nouveau moteur d'exécution JavaScript et avec une réduction de la consommation mémoire.

Le support d'extensions est initialement restreint sur liste blanche (permettant notamment l'installation du bloqueur de publicités UBlock Origin). Il est plus largement ouvert en 2023, avec plusieurs centaines d'extensions disponibles.

## Synchronisation
Firefox Mobile est livré avec Firefox Sync, qui permet de synchroniser toutes les données entre des postes tournant avec Firefox et son mobile naviguant avec Firefox Mobile (marque-pages, mots de passe, historique, onglets, etc.). Le serveur Firefox Sync peut être configuré chez soi, ce qui assure une sécurité plus forte ainsi qu'un contrôle de ses données.